# Добровляны (Ходоровская городская община)
Добровляны (укр. Добрівляни) — село в Ходоровской городской общине Стрыйского района Львовской области Украины.
Население по переписи 2001 года составляло 489 человек. Занимает площадь 1,16 км². Почтовый индекс — 82663. Телефонный код — 3239.